# 小行星1087
小行星1087（1087 Arabis）是一颗围绕太阳公转的小行星。1927年9月2日，卡爾·威廉·萊茵姆特在海德堡发现了此天体。
該小行星以南芥命名。
这颗小行星的绝对星等为9.79等。